# 石毛宏典
石毛宏典（1956年9月22日—）為日本的棒球選手、教練，出生於千葉縣旭市。他曾效力於日本職棒福岡大榮鷹、埼玉西武獅等，1996年退休，生涯通算236支全壘打。